# Hastings Highlands
Hastings Highlands es un municipio canadiense situado en la provincia de Ontario.

## Superficie
Hastings Highlands tiene una superficie de 966,58 km².

## Demografía
En 2021, tenía 4385 habitantes, una densidad poblacional de 4,5 hab./km², y 3529 viviendas.